# Idwal Foel ab Anarawd
Idwal Foel ab Anarawd, anche noto come Idwal il Calvo (fl. X secolo), è stato principe del Gwynedd (nell'odierno Galles), su cui regnò dal 916 al 942.
Salito sul trono alla morte del padre Anarawd, fu costretto a riconoscere il predominio di Athelstan d'Inghilterra. In seguito alla morte di quest'ultimo, Idwal e suo fratello Elisedd mossero in armi contro gli inglesi, ma morirono in battaglia nel 942. Il potere passò ai suoi due figli, Iago e Idwal (di solito chiamato Ieuaf). 

Comunque Hywel Dda, già signore della maggior parte del Galles, invase il Gwynedd e costrinse i due fratelli all'esilio, aggiungendo questo territorio al suo regno. Dopo la morte di Hywel, i figli di Idwal reclamarono il trono.